# St.-Jakobus-Kirche (Gleißenberg)

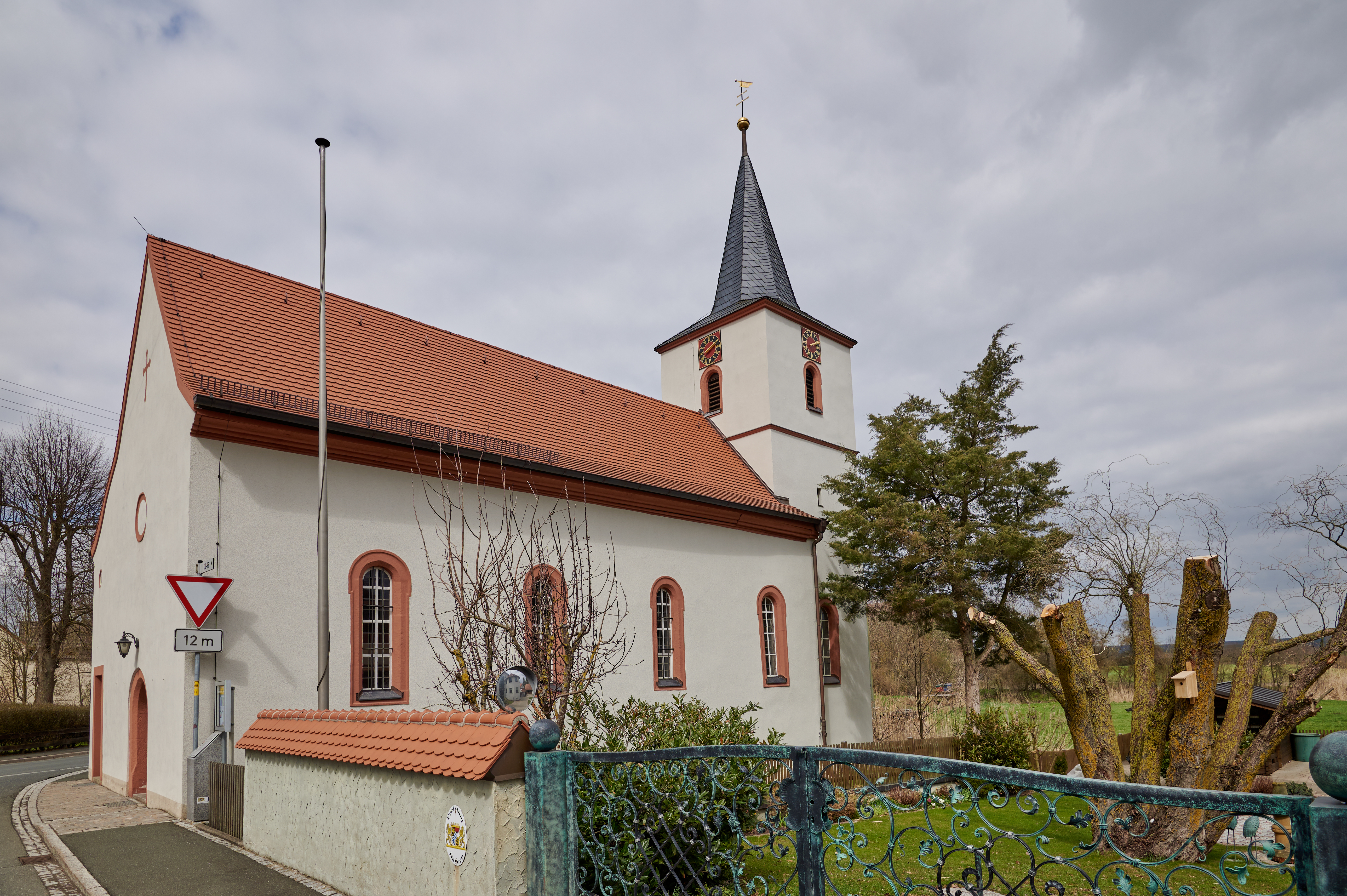
St.-Jakobus-Kirche (Gleißenberg)

Die evangelische, denkmalgeschützte St.-Jakobus-Kirche steht in Gleißenberg, einem Gemeindeteil des Marktes Burghaslach im Landkreis Neustadt an der Aisch-Bad Windsheim (Mittelfranken, Bayern). Das Bauwerk ist unter der Denkmalnummer D-5-75-116-31 als Baudenkmal in der Bayerischen Denkmalliste eingetragen. Die Pfarrkirche gehört zur Kirchengemeinde Markt Taschendorf-Gleißenberg im Evangelisch-Lutherischen Dekanat Markt Einersheim im Kirchenkreis Ansbach-Würzburg der Evangelisch-Lutherischen Kirche in Bayern.

## Beschreibung
Die Saalkirche stammt im Kern vom Ende des 15. Jahrhunderts. Sie wurde im Dreißigjährigen Krieg völlig zerstört. Sie wurde um 1660 von den Herren von Grumbach neu aufgebaut. Das Langhaus aus vier Jochen wurde 1885 nach Nordwesten erweitert. Das oberste, über dem Gurtgesims liegende Geschoss des mit einem achtseitigen, schiefergedeckten, spitzen Helm bedeckten Chorturms auf quadratischem Grundriss beherbergt die Turmuhr und den Glockenstuhl. Der Innenraum ist mit Emporen ausgestattet. Das hölzerne Taufbecken wurde 1676 gestiftet. Die Kanzel und der Altar wurden gleichzeitig erbaut. Die Orgel wurde von Franz Heißler 1988 gebaut.